# 岑村机场
岑村機場是位于中國廣東省廣州市天河區岑村的军用機場，现由中国人民解放军南部战区空军95171部隊管辖。
機場在中國抗日戰爭時由日本軍建造，目的是轉移同盟國對日軍的轟炸；第二次國共內戰後被改作空軍訓練基地。近年曾被作為广东省公安厅警务飞行队直飛基地使用。

## 歷史
1945年（民國34年），日軍為了轉移同盟國轟炸目標，保護其重要的空軍基地——廣州天河機場，先後在廣州市岑村和黃村修建了機場。為了達到以假亂真的目的，日軍用木头和锌铁製作了與真飛機相仿的模型，並將這些模型與真飛機混放在機場上。當同盟國空軍轟炸時，日軍就將真飛機放進機庫，任由空軍對假飛機進行轟炸，從而保護真飛機。由於日軍修建飛機場使岑村損失大量農田，有的農民因為既沒有農田耕作也找不到工作而餓死。
1949年第二次國共內戰後，天河、白雲、岑村和黃村四個機場得以繼續保留使用。其中，岑村機場被改作空軍訓練基地，由中國人民解放軍廣州軍區空軍管理。
2002年8月28日，广东省公安厅警务飞行队成立，并在岑村機場建立了基地。根據2009和2010年的數據，基地擁有EC120、EC135直升机各一架和EC225「超級美洲獅」直升機。2012年底，警务飞行队搬迁至增城派潭基地。
2017年9月，南部战区空军与广东省人民政府签订了空军岑村机场迁建工作框架协议，南部战区空军同意迁建岑村机场，并确定了迁建工作方面的基本原则和方向，作为军地双方协商后续工作的基础准则和依据。2018年4月，空军向军委上报了南部战区空军与广东省人民政府、民航中南地区管理局协商一致的《空军岑村、佛山机场迁建扩建协议》；同年8月，军委联合参谋部印发通知，明确了对该协议的审核意见。但时至今日，机场仍在运作，搬迁工作亦无公开进展。

## 機場對周邊環境的影響
經濟發展：
機場為確保飛航安全，需要對附近岑村的村內建築進行限高，導致村內大部分都是兩三層的房子，土地容積率偏低，外來投資者前來投資意欲大減——這成為了岑村成為闹市经济洼地的其中一個原因。
噪音問題：
由於機場的飛行訓練可能會造成噪音滋擾，天河區政府曾在2008年普通高考英语口语考试期间，要求機場方面調整訓練時間，以確保高考時沒有噪音干擾的問題出現。
飛航安全及空中交通：
為了確保飛航安全，广州军区空军后勤部和广州市城市规划局曾在2000年6月9日發出通知，要求兩個月內對機場附近區域的建築物進行加載航空障碍灯的工作。另外，廣州新機場選址曾有考慮在從化，但因可能會與岑村機場的飛機起降有交叉、多山丘而放棄選擇此地。

## 外部連結
- 历史钩陈:日军斩首处决日本士兵，金羊网，大洋网轉載，2010年7月13日
- 广东省人民政府、中国人民解放军广州军区空军. . 广东省人民政府. 2003-01-06. （原始内容存档于2023-03-02）.
- 记者朱宏、通讯员田永利，直升机路面巡视开道 摩托车大军安全返乡，信息时报，中国民用航空网轉載，2012年1月18日